# Еякулаторен канал
Еякулаторният канал (на латински: ductus ejaculatorius) е крайната част на семепровода, към която се присъединява изходящото каналче на семенното мехурче. Той е с дължина около 2 cm и в края си се стеснява фуниевидно, преди да се отвори в простатната част на уретрата.
Фуниевидното стеснение на еякулаторния канал помага за изхвърлянето на семенната течност под налягане.